# Terence Bosson
Terence Christopher Bosson (ur. 8 marca 1985) – południowoafrykański i od 2010 roku brytyjski zapaśnik walczący w stylu klasycznym. Zajął dwudzieste miejsce na mistrzostwach Europy w 2012. Piąty na mistrzostwach Afryki w 2008. Srebrny medalista Igrzysk Wspólnoty Narodów w 2010, gdzie reprezentował Anglię. Trzeci na mistrzostwach Wspólnoty Narodów w 2007 roku.